# 加沙种族灭绝的相关诉讼
加沙种族灭绝的相关法律诉讼主要有南非诉以色列 (种族灭绝) 案、国际儿童保护组织与巴勒斯坦等诉拜登等人案、尼加拉瓜诉德国案等。

## 国际刑事法院
2021年，国际刑事法院第一预审分庭确认，该法院对巴勒斯坦的调查拥有管辖权。2023年10月12日，国际刑事法院检察官卡里姆·艾哈迈德·汗确认，以色列国民在加沙犯下的战争罪属于调查范围。
2024年5月20日，卡里姆·汗申请对以色列总理本雅明·内塔尼亚胡和国防部长约阿夫·加兰特发出逮捕令，称他有合理的理由相信，他们对至少自2023年10月8日起在加沙地带犯下的以下战争罪和危害人类罪负有刑事责任：
- 以平民的饥饿作为战争手段的战争罪；
- 故意造成巨大痛苦，或对身体、健康造成严重伤害，或残酷对待的战争罪；
- 故意杀戮或谋杀的战争罪；
- 故意攻击平民的战争罪；
- 灭绝和/或谋杀，包括导致饿死的危害人类罪；
- 迫害的反人类罪；
- 其它不人道行为的反人类罪。

国际刑事法院法官小组正在考虑是否签发逮捕令。罪行清单中不包括种族灭绝，因为种族灭绝在法律上不同于灭绝。
无国界记者就战争头八个月内，逾百名巴勒斯坦记者和媒体工作者被杀一事，向国际刑事法院提出了多项指控。2024年5月27日，该组织第三次提出此类指控，指出在2023年12月20日至2024年5月20日期间，又有8名巴勒斯坦记者在加沙被杀，另有一名记者受伤。该组织表示：“有合理的理由认为，其中一些记者是被蓄意杀害的，其他人是以军蓄意袭击平民的受害者。”

## 美国宪法权利中心诉讼
2023年11月13日，宪法权利中心起诉美国总统乔·拜登、国务卿安东尼·布林肯和国防部长劳埃德·奥斯汀。:6诉讼称，以色列的“大规模杀戮”、针对平民基础设施和强制驱逐都构成种族灭绝，写道：“美国是以色列最亲密的盟友和最坚定的支持者，也是其最大的、遥遥领先的军援提供者，以色列也是二战以来美国对外援助的最大累计接受国，因此美国有能力对那些以色列官员产生威慑作用，他们目前正在对加沙的巴勒斯坦人民实施种族灭绝行为”。种族灭绝专家威廉·沙巴斯支持该诉讼，他认为存在“严重的种族灭绝风险”，美国“违反了所加入的1948年《种族灭绝公约》和习惯国际法所规定的义务，即未能利用其在以色列政府中的影响力，尽其所能防止犯罪发生。”11月16日，学者维多利亚·桑福德（Victoria Sanford）、巴里·特拉赫滕贝格和约翰·考克斯（John Cox）发表了一份声明，支持宪法权利中心的诉讼。:6在法庭审理期间，特拉赫滕贝格作证说，美国必须采取行动，不要重蹈覆辙，要采取反暴力的立场，以免重现纳粹德国对犹太人的暴力造成大屠杀的事件。:9
2024年1月31日，一名联邦法官驳回了国际儿童保护组织与巴勒斯坦等诉拜登等人案，称美国宪法禁止其法院决定外交政策，而外交政策只能由美国政府的政治部门决定，但他写道，“正如国际法院所揭示的，以色列的行为可能构成种族灭绝。”法官还评论道，他更希望发布命令，并敦促拜登重新考虑美国的政策，并写道，法院“恳请被告检查他们坚持不懈地支持对加沙巴勒斯坦人军事围困的后果”。

## 南非诉以色列种族灭绝案

各国立场：
南非
支持南非诉求的国家
反对南非诉求的国家
以色列

### 起诉
南非根据《种族灭绝公约》（以色列和南非均为签署国）向国际法院提起诉讼，指控以色列对加沙的巴勒斯坦人犯有种族灭绝罪、战争罪和反人类罪。南非总统西里尔·拉马福萨将以色列的行为比作南非种族隔离。南非的申请是根据该公约第九条提出的。一些人权组织、国际组织和其它国家支持南非的诉讼。
在2023年12月29日提交的申请中，南非争辩道，以色列的行为“具有种族灭绝性质，因为他们有意消灭大部分巴勒斯坦民族、种族和族裔群体。”南非请求国际法院临时发布法律命令（即在听取所申请的案情之前），要求以色列“立即停止其在加沙针对加沙的军事行动。”对案件案情的裁决可能需要数年时间，但这样的命令可以在几周内发布。在诉讼期间向国际法院发表的声明中，南非驻荷兰大使争辩称，目前对加沙的袭击不是独立的事件，而是“以色列对加沙地带25年种族隔离、56年占领和16年围困”的升级。:2
人权观察国际司法部副主任巴尔基斯·贾拉指出，国际法院的案件不是对个人的起诉，也不牵扯作为独立机构国际刑事法院。贾拉说，此案是一个契机，可以“就以色列是否对巴勒斯坦人民实施了种族灭绝的问题，提供清晰、明确的答案”。
2024年3月6日，南非请求国际法院下令对以色列采取额外措施，因为加沙人正面临大规模饥荒。

### 以色列的回应
以色列政府发言人埃隆·利维“厌恶地”驳斥了这些指控，并指责南非与哈马斯合作，称南非的指控是“血祭诽谤”，教唆“纳粹的现代继承人”。2024年1月2日，以色列决定在国际法院回应南非的诉讼，尽管以色列在历史上无视国际的法庭。1月13日，内塔尼亚胡说：“没有人能阻止我们。无论是海牙，还是邪恶轴心，没有人。”以色列官员称该法院反犹太。以色列的立场是：“虽然不幸，但大规模杀害数千名巴勒斯坦平民，是必要的、不可避免的、正当的自卫。”:5-6
南非的行动得到了一些以色列政界人士的支持，比如奥弗·卡西夫。

### 裁决
2024年1月26日，国际法院发布初步裁决，认为南非在诉状中主张的权利“合理”（plausible），并向以色列发出命令，要求以色列采取一切措施防止种族灭绝行为，防止和惩罚对种族灭绝的煽动，并允许基本的人道主义服务进入加沙。

## 其它案件

### 被占领土诉讼
对于以色列在包括东耶路撒冷在内的巴勒斯坦被占领土上的政策和做法所产生的法律后果，卡塔尔表示，“以色列对加沙人民的种族灭绝战争表明，巴勒斯坦局势是目前对国际和平与安全最紧迫的威胁”。

### 德国诉讼
2024年2月，代表在德巴勒斯坦人的律师对德国多名高级政客提起刑事诉讼，指控他们“协助和教唆”加沙种族灭绝，被告包括总理奥拉夫·朔尔茨、外交部长安娜莱娜·贝尔伯克、经济部长罗伯特·哈贝克和财政部长克里斯蒂安·林德纳。

### 尼加拉瓜诉德国
2024年3月1日，尼加拉瓜根据《种族灭绝公约》在国际法院起诉德国，指控德国在以色列—哈马斯战争中支持以色列。尼加拉瓜请求采取临时保护措施，包括恢复德国对近东救济工程处暂停的资助，以及停止向以色列提供军事物资。

### 澳大利亚的法律诉讼
2024年3月，總部位於澳洲悉尼的伯奇格罗夫法律（Birchgrove Legal）律師事務所向國際刑事法院提起訴訟，指控澳洲總理安東尼·艾班尼斯、外交部長黃英賢、眾議院反對黨領袖彼得·達頓等人是違反種族滅絕罪、戰爭罪和反人類罪的共犯，理由是他们在以色列—哈马斯战争期间，取消資助近東救濟工程處、向以色列提供軍事援助和“明確的政治支持”。